# Peregrinação (livro)

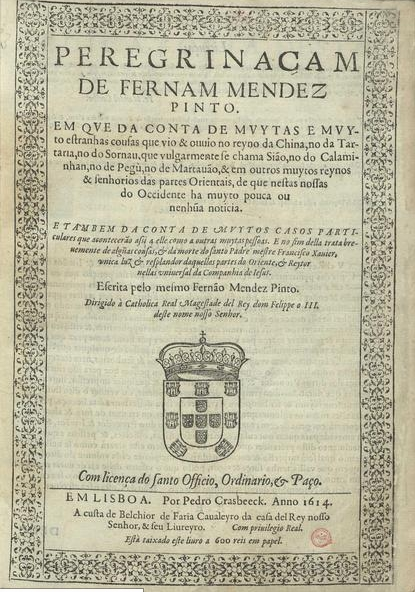
Folha de rosto da obra. Exemplar da Biblioteca Nacional de Portugal

Peregrinação é uma obra literária de Fernão Mendes Pinto (Montemor-o-Velho, 1509 – Pragal, 8 de Julho de 1583) pertencente à chamada literatura de viagem, próxima do que se poderia chamar crónica de viagem ou diário. É o livro de viagens da literatura portuguesa mais traduzido e famoso. Foi publicado em 1614, pelos prelos de Pedro Craesbeeck, trinta anos após a morte do autor.

## A Obra
O que mais chama a atenção é o seu conteúdo exótico. O autor é perito – diz-se mesmo que pintor – na descrição da geografia da Índia, China e Japão e da etnografia: leis, costumes, moral, festas, comércio, justiça, guerras, funerais, etc. Notável é também a previsão da derrocada do Império Português, corroído por muitos vícios e abusos.
Fernão declara que são três os objectivos que o levaram a escrever o livro: dar a conhecer os seus trabalhos aos filhos (função autobiográfica), encorajar os desesperados e os que se vêem em dificuldades (função moral), ter quem dar graças a Deus (função religiosa). 

### Sinopse
A obra trata da chegada e da estadia de Fernão Mendes Pinto ao Oriente. Assim apresenta-nos o relato das expedições dos descobridores e conquistadores portugueses. A imagem dos navegadores portugueses que perpassa nesta obra é sobretudo picaresca, assumindo-se como um anti-herói, capaz das piores façanhas para lograr os seus objectivos, geralmente pilhar e roubar as populações nativas para enriquecer e regressar à pátria no alto da penha.

### Análise da Obra
De tal modo a obra contesta a actuação dos portugueses que, durante muito tempo, foi considerada uma obra "mentirosa", pouco digna de atenção e pouco credível.
Pela forma como contesta e mostra o revés da expansão marítima portuguesa, os estudiosos costumam acompanhar o seu estudo com o episódio do Velho do Restelo, d'Os Lusíadas de Camões, e do Auto da Índia, do dramaturgo Gil Vicente.
Como exemplo das anti-façanhas do herói colectivo, os navegantes, leia-se o capítulo relativo ao Menino Chinês, em que este relata o drama da conquista e suas consequências, capítulo 55. Leia-se ainda o episódio da noiva, no capítulo 47.